# Flughafen Düsseldorf International
Flughafen Düsseldorf International (eng.: Düsseldorf International Airport) (IATA-lufthavnskode: DUS, ICAO-lufthavnskode: EDDL) er en international lufthavn beliggende ca. 9 km. nord for Düsseldorf i delstaten Nordrhein-Westfalen i Tyskland. Den fungerer som primær lufthavn for hele Rhin-Ruhr-området. Düsseldorf International er med sine 17,8 mio. passagerer (2007) landets tredjestørste lufthavn, kun overgået af Flughafen Frankfurt Main og Flughafen München Franz Josef Strauß. 
Flyselskabet LTU anvender lufthavnen som sin primære hub, og den er en vigtig hub for Lufthansa. Lufthansa har omkring 300 afgange om dagen til 53 destinationer, og har siden maj 2008 også haft langdistanceflyvninger fra lufthavnen. I alt flyver 70 selskaber fra Düsseldorf International til 186 destinationer overalt i verden. 
Lufthavnen har to landingsbaner. Der er planer om at udvide den på 3.000 m til 3.600 m, men byen Ratingen, der ligger tæt på landingsbanen, har blokeret for planerne. Lufthavnens terminal kan håndtere op til 22 mio. passagerer årligt. Lufthavnen drives af Flughafen Düsseldorf GmbH, der ejes 50% af byen Düsseldorf og 50% af Airport Partners GmbH, der igen ejes af en række andre selskaber.

## Historie
Lufthavnen blev indviet 19. april 1927 og blev udvidet første gang i 1950, hvor den primære landingsbane blev forlænget til 2.475 meter. I 1973 blev en ny hovedbygning samt Terminal B indviet, og i 1975 blev transportforholdene forbedret væsentligt, da jernbanen med forbindelse til Düsseldorf Hauptbahnhof åbnede. Den tredje terminal, Terminal C, kom til i 1986. 